# Boulevard Langelier
Pour les articles homonymes, voir Langelier.
Le boulevard Langelier est une artère de Montréal.

## Situation et accès
D'axe nord-sud ce boulevard traverse trois arrondissements : Mercier—Hochelaga-Maisonneuve, Saint-Léonard et  Montréal-Nord. Dans un premier tronçon important, il lie la rue Hochelaga au sud et le boulevard des Grandes-Prairies au nord puis une autre portion du boulevard relie le boulevard Henri-Bourassa et le boulevard Gouin. Les deux sections du boulevard Langelier sont séparées par les voies ferrées. 
Montréal possède aussi une station de métro qui se nomme Langelier à l'intersection de la rue Sherbrooke Est. 

## Origine du nom
Le boulevard tire son nom de Sir François Langelier (1838-1915), avocat, ministre des terres et trésorier de la province de Québec (1878-1879), lieutenant-gouverneur de la province de Québec, maire de Québec, juge en chef du Québec.

## Historique
Ouvert en 1914 sur le territoire de la Ville de Montréal la prend le nom de « rue Langelier », en 1914. Il est changé en « boulevard Langelier » en 1968. 
On agrandit le boulevard vers le nord en fonction du développement domiciliaire et commercial qui se fait à partir des années 1960.

## Bâtiments remarquables et lieux de mémoire
- Carrefour Langelier, centre commercial situé à Saint-Léonard.  Le centre commercial compte un Walmart et un cinéma avec 6 salles comme ses locataires d'ancrage.  Le propriétaire actuel du cinéma est CinéStarz, remplaçant l'ancien Cinémas Guzzo Langelier 6.

## Source
- Ville de Montréal. Les rues de Montréal. Répertoire historique. Montréal. Méridien, 1995.